# 傑斐遜鎮區 (艾奧瓦州費耶特縣)
杰斐逊鎮區（Jefferson Township），美国艾奥瓦州费耶特县的一个鎮區，总面积94.42平方公里，总人口6910（2010年美国人口普查）。